# Одеги, Стефан
Стефан Одеги (фр. Stéphane Audeguy; 1964, Тур) — французский писатель (романист, эссеист).

## Биография
Изучал литературу в Сорбонне. В 1986—1987 годах преподавал в Виргинском университете. С 2007 года преподаёт историю изобразительного искусства и кино в лицее в Булонь-Бийанкуре. Его первый роман «Теория облаков» вышел в 2005 году и сразу же привлёк внимание публики своим необычным героем: Акира Кумо — японский кутюрье, который интересуется облаками.

## Книги

### Романы
- Теория облаков/ La Théorie des nuages, Gallimard, 2005 (переизд. 2007, Большая премия Мориса Женевуа, Prix du Style; нем., исп., катал. и голл. пер. 2006, англ. пер. 2007, ит. пер. 2009, кит. пер. 2011)
- Единственный сын/ Fils unique, исторический роман, Gallimard, 2006 (переизд. 2008, Премия Двух маго; нем. пер. 2007, англ. пер. 2008, голл. пер. 2009, ит. пер. 2010, болг. пер. 2011, кит., серб. и словен. пер. 2013)
- Мы/ Nous autres, Gallimard, 2009 (номинация на Prix Virilo; голл. пер. 2010)
- Rom@, Gallimard, 2011.

### Эссе
- Чудовища/ Les Monstres: si loin si proches, Gallimard, 2007 (переизд. 2013; рум. пер. 2010, яп. пер.)
- Краткая похвала нежности/ Petit éloge de la douceur, Gallimard, 2007 (ит. пер. 2010)
- In Memoriam, Le Promeneur, 2009
- L’Enfant du Carnaval, Gallimard, 2009